# Ensemble Fehrbelliner Straße 47–49

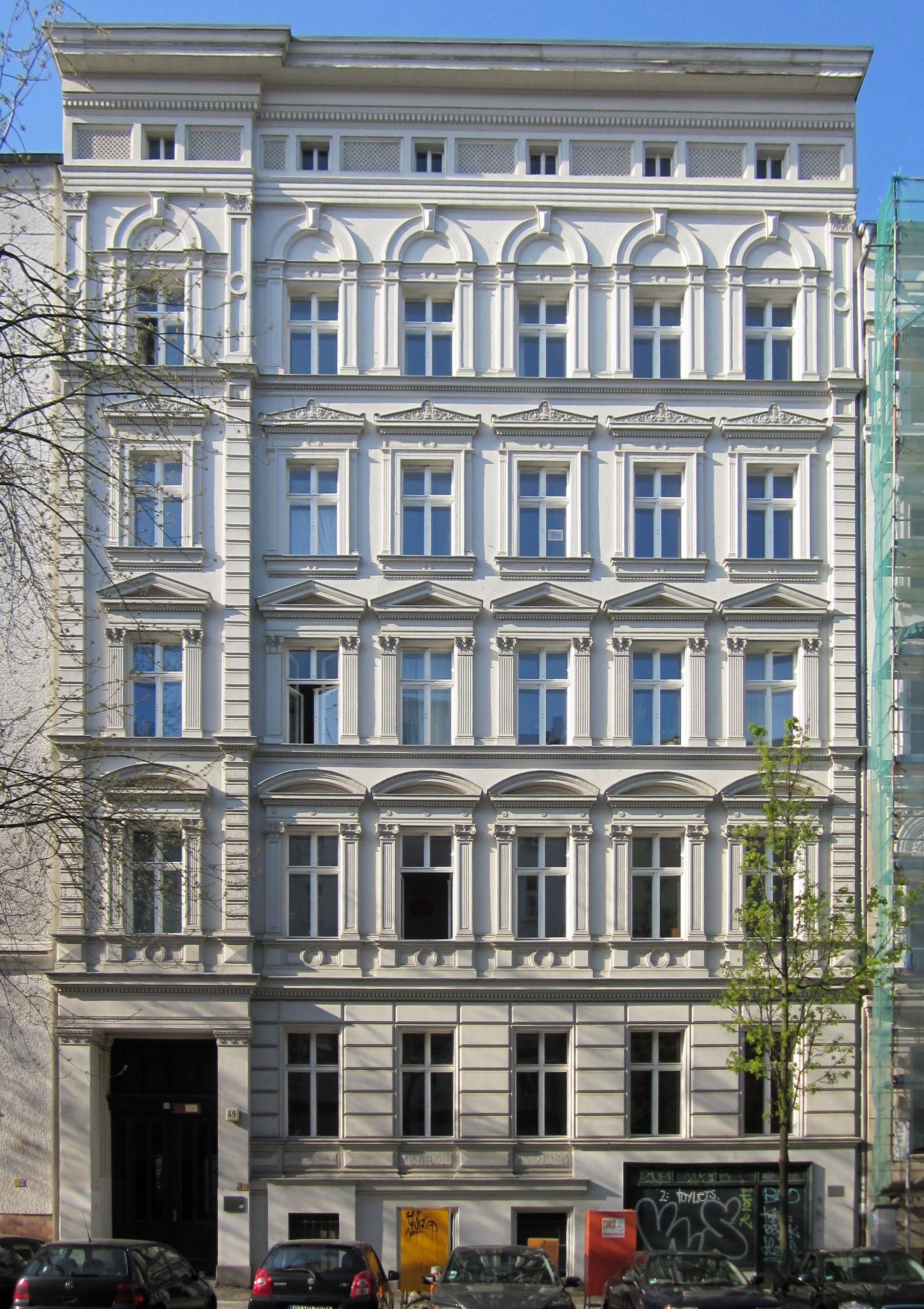
Mietshaus Fehrbelliner Straße 49

Mietshäuser und ein Fabrikgebäude bilden das Ensemble Fehrbelliner Straße 47–49 in der Rosenthaler Vorstadt, einem Stadtviertel im Berliner Ortsteil Mitte. Die Gebäude befinden sich nördlich vom Volkspark am Weinbergsweg zwischen Elisabethkirchplatz und Zionskirchplatz.
Der Gebäudekomplex ist als Ensemble mit der Nummer 09011304 in der Berliner Landesdenkmalliste eingetragen.

## Geschichte
Die Mietshäuser an der Fehrbelliner Straße wurden im Zuge des Hobrechtschen Bebauungsplanes in den 1870er Jahren erbaut und sind eine der wenigen im Viertel, deren originale Stuckfassade erhalten ist. Die meisten Gebäude zwischen und nördlich von Elisabethkirch- und Zionskirchplatz blieben von Kriegsschäden weitgehend verschont, büßten jedoch nach Ende des Zweiten Weltkrieges ihre Fassadendekoration ein. Zwischen 1883 und 1890 entstand auf dem Grundstück hinter den Häusern Nr. 47 und 48 eine Fabrikanlage für den Fabrikanten Felix Schulze. Sie umschließt einen Innenhof und dokumentiert die für die Rosenthaler Vorstadt Ende des 19. Jahrhunderts charakteristische Mischnutzung. Im 20. Jahrhundert wurde die Fabrik von den Secura-Werken für die Herstellung von Fein- und Elektromechanik genutzt.

## Beschreibung der einzelnen Bauten
- Fabrikanlage auf dem Hof: das erste Quergebäude weist eine geschlossene, flächige Fassadenstruktur mit relativ kleinen Fensteröffnungen und einer Schaufassade zum Wohnhof auf und ähnelt damit noch eher einem Mietshaus. Die Zweckbestimmung als Fabrik wird erst in den später fertiggestellten Quer- und Seitenflügeln deutlich, die eine Pfeilerfassade zeigen.[4]
- Fehrbelliner Straße 48: das fünfgeschossige Mietshaus wurde 1876 für den Fabrikbesitzer August Donger errichtet und ist zusätzlich als Baudenkmal[5] geschützt. Hervorzuheben ist das erste Obergeschoss mit einer aus Pilastern und rundbögiger Verdachung gebildeten Fensterrahmung, die mit feinen figürlichen und floralen Motiven geschmückt ist.[4]
- Fehrbelliner Straße 49: das Wohnhaus ist ebenfalls Baudenkmal[6] und wurde 1877 für den Bauherrn Erik Mecklenburg fertiggestellt. Aufgrund einer höher liegenden Kellerdecke und eines hohen Drempels überragt es das Nachbargebäude um rund einen Meter. Die linke Fensterachse mit dem Eingang ist als Risalit ausgebildet. Die Fenster der Obergeschosse sind durch Pilaster gerahmt und weisen Dreiecksgiebel, Segmentgiebel und Rundbögen als Fensterbekrönung auf. Den oberen Fassadenabschluss bildet ein kräftiges Drempelgeschoss mit weit vorragendem Traufgesims.[7]